# Гексахлороиридат(IV) аммония
Гексахлороиридат(IV) аммония — неорганическое вещество, комплексное соединение металла иридия с формулой (NH4)2[IrCl6], черно-красные кристаллы, плохо растворимые в холодной воде.

## Получение
- Обменная реакция гексахлороиридата(IV) водорода и растворимой соли аммония:

{\displaystyle {\mathsf {H_{2}[IrCl_{6}]+2NH_{4}Cl\ {\xrightarrow {}}\ (NH_{4})_{2}[IrCl_{6}]+2HCl}}}

## Физические свойства
Гексахлороиридат(IV) аммония образует черно-красные кристаллы.
Плохо растворяется в холодной воде.

## Химические свойства
- Разлагается при нагревании:

{\displaystyle {\mathsf {3(NH_{4})_{2}[IrCl_{6}]\ {\xrightarrow {200-500^{o}C}}\ 3Ir+2N_{2}+2NH_{4}Cl+16HCl}}}
- Реагирует с щелочами:

{\displaystyle {\mathsf {(NH_{4})_{2}[IrCl_{6}]+4NaOH\ {\xrightarrow {}}\ IrO_{2}\downarrow +4NaCl+2NH_{4}Cl+2H_{2}O}}}
- Восстанавливается водородом:

{\displaystyle {\mathsf {(NH_{4})_{2}[IrCl_{6}]+2H_{2}\ {\xrightarrow {200-350^{o}C}}\ Ir+2NH_{4}Cl+4HCl}}}

## Применение
- Промежуточный продукт в производстве иридия.